# Gare de Fontaine-le-Port
Gare de Fontaine-le-Port vasútállomás Franciaországban, Fontaine-le-Port településen.

## Vasútvonalak
Az állomást az alábbi vasútvonalak érintik:
- Corbeil-Essonnes-Montereau-vasútvonal

## Kapcsolódó állomások
A vasútállomáshoz az alábbi állomások vannak a legközelebb:
- Gare de Chartrettes (Gare de Melun, Line R)
- Gare d’Héricy (Gare de Montereau, Line R)